# Битва при Фуэнтес-де-Оньоро
В битве при Фуэнтес-де-Оноро (3 — 5 мая 1811 года) британско-португальская армия под командованием лорда Веллингтона предотвратила попытку французской армии Португалии под командованием маршала Андре Массены освободить осаждённую Алмейду.

## Предыстория
В 1810 году Массена следовал за англо-португальскими войсками обратно в Лиссабон, прежде чем достичь линий Торрес-Ведрас, но был полон решимости избежать штурма обширной двойной линии сообщающихся укреплений. После голодной зимы за пределами Лиссабона французы отошли к границе с Испанией, преследуя британо-португальскую армию.
Веллингтон обеспечил безопасность Португалию, а затем приступил к захвату укрепленных пограничных городов Алмейда, Бадахос и Сьюдад-Родриго. В то время как Веллингтон осадил Алмейду, Массена переформировал свою разбитую армию и пошёл на освобождение французского гарнизона Алмейды. Веллингтон решил остановить его армию в маленькой деревне Фуэнтес-де-Оньоро, перекрыв все возможные маршруты к Алмейде. Он считал, что этот риск был оправдан, потому что у французов было припасов не более чем на несколько дней, тогда как у него было намного больше. Англо-португальская армия имела 36 000 пехотинцев, 1850 кавалеристов и 48 орудий. У французов было 42 000 пехотинцев, 4500 кавалеристов и 38 орудий.

## Организация войск

### Французская армия Португалии
Армия Массены была поделена на четыре корпуса и кавалерийский резерв. В VI корпусе Луи Анри Луазона было три дивизии, во главе которых стояли Жан Габриэль Маршан, Жюльен Огюст Жозеф Мерме и Клод Франсуа Фере. В VIII корпусе Жана Андоша Жюно была только дивизия Жан-Батиста Солиньяка. В состав IX корпуса Жан-Батиста Друэ входили подразделения Николя Франсуа Конру и Мишеля Мари Клапареда. Луи-Пьер Монбрен возглавлял кавалерийский резерв. Второй корпус Эбенезера Ренье расположился на северо-востоке, угрожая Алмейде двумя дивизиями под командованием Пьера Юго Виктуара Мерля и Этьена Эдле де Бьера.
В битве также присутствовали кавалерийские войска численностью 800 человек под командованием маршала Жана-Батиста Бессьера, в состав которых входили эскадроны гвардии: конных гренадер и драгун Императрицы. Подкрепление, приведённое Бессьером, было почти символическим, хотя Массена требовал, чтобы он привёл в бой весь свой армейский корпус.

### Британо-португальская армия
Веллингтон командовал шестью пехотными дивизиями, независимой португальской бригадой Чарльза Эшворта и тремя кавалерийскими бригадами. Брент Спенсер командовал 1-й дивизией, Томас Пиктон — 3-й, Уильям Хьюстон — 7-й, а Роберт Кроуфорд — Лёгкой дивизией. Степлтон Коттон командовал кавалерийскими бригадами Джона Слейда и Фредерика фон Аренчильдта. Эдвард Ховорт руководил четырьмя британскими и четырьмя португальскими батареями по 6 орудий. Уильям Эрскин (5-я дивизия), Александр Кэмпбелл (6-я дивизия) и 300 португальских кавалеристов под командованием графа Барбасены были построены отдельно, лицом к французскому II корпусу.

## Битва

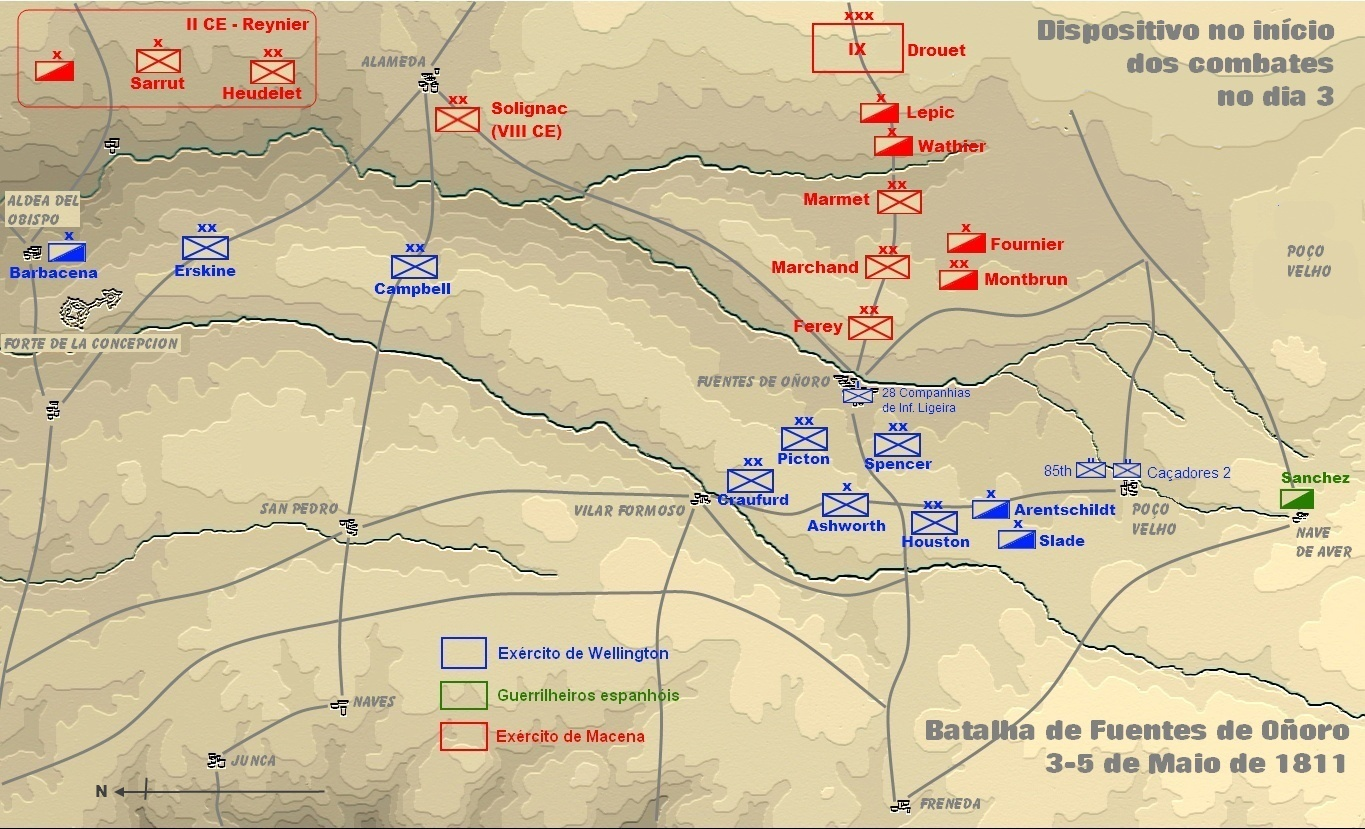
Расположение сил французов и союзников на 3 марта

3 мая Массена начал лобовую атаку против британо-португальских аванпостов, находившихся в забаррикадированной деревне, и одновременно обстрелял союзников из тяжелой артиллерии на высотах к востоку от деревни. Французские солдаты дивизий Ферея и Маршана столкнулись с британскими пехотинцами 1-й и 3-й дивизий в центре деревни, и их бой продолжался весь день.
Сначала союзники были отброшены назад мощной атакой французов, но контрнаступление позволило вернуть улицы и здания, потерянные ранее днем. С заходом солнца французы отошли, и деревня осталась в руках британцев, причем потери французов составили 650 человек против всего лишь 250 у англичан.
Обе стороны провели 4 мая, восстанавливаясь после предыдущего дня боёв, и пересматривая свои варианты и планы сражений. Французская разведка показала, что правый фланг Веллингтона был очень слабым и удерживался партизанским отрядом возле деревни Поко-Велью.

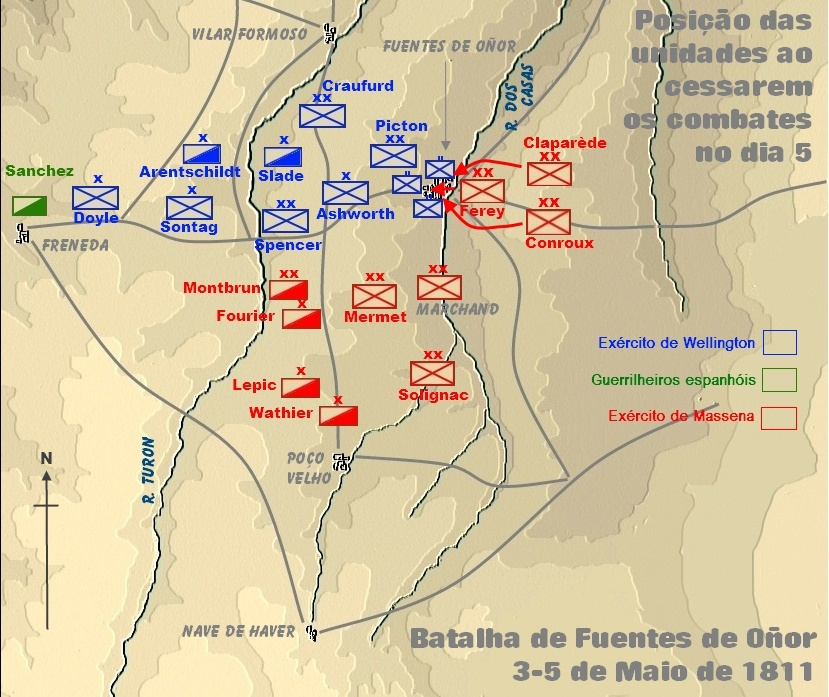
Расположение сил французов и союзников на 5 марта

Сражение продолжилось на рассвете 5 мая. Веллингтон поставил 7-ю дивизию на правом фланге. Массена начал на него мощную атаку, в авангарде которой шли драгуны Монбрена при поддержке пехотных подразделений Маршана, Мерме и Солиньяка. Сразу два батальона 7-й дивизии были разбиты французской легкой кавалерией. Это заставило Веллингтона послать подкрепление. Только усилиями лёгкой дивизии и кавалерии британцев и королевского германского легионов удалось спасти 7-ю дивизию от уничтожения.
На опасном правом фланге союзников элитная лёгкая дивизия при поддержке кавалерии и артиллерии устроили образцово-показательный отход с боем. Чтобы уменьшить потери, они прикрыли отступление 7-й дивизии, после чего отступили на более выгодную позицию, выбранную Веллингтоном. Во время отступления, когда французская артиллерия решалась подойти слишком близко, британская кавалерия атаковала или делала вид, что собирается атаковать. Это позволило пехоте вовремя отступить из зоны обстрела. Когда французские всадники, используя своё численное превосходство, начали теснить британскую кавалерию, англо-португальская пехота выстроилась в каре и залпами отогнала французов. В этот момент Монбрен обратился за помощью к кавалерии Имперской Гвардии, которая присутствовала, но в бою ещё не участвовала.
Время имело большое значение, и Массена сразу же послал одного из своих адъютантов, Шарля Удино, сына маршала герцога Реджо, с приказом гвардейской коннице выдвигаться. Молодой Удино поспешно отправился в путь, и Массена нетерпеливо смотрел на часы, полагая, что атака кавалерии будет иметь решающее значение в этой битве. К огорчению всего французского штаба Удино вернулся без какой-либо кавалерии. Едва завидев его, Массена яростно закричал издалека: «Где конница гвардии?» Удино объяснил, что он не смог её привести. Он столкнулся со вторым командующим гвардейской кавалерией, генералом Луи Лепиком, который в резкой форме отказался отдать своих людей, заявив, что он признаёт в качестве своего командира только герцога Истрийского (Бессьера) и что без явного приказа его командира гренадеры и драгуны не станут обнажать свои мечи. Бессьер же в этот момент отсутствовал на поле боя, безо всякой необходимости осматривая траншеи в том месте, где французская армия прошла несколько дней назад. Массена не смог вовремя найти командира гвардии и был вынужден констатировать, что возможность была упущена.
Для союзников всё складывалось удачно, несмотря на два неприятных инцидента. Один из них произошел, когда 14-й британский эскадрон лёгких драгунов атаковал батарею французской артиллерии и был отбит с большими потерями. Во втором случае французская кавалерия устроила перестрелку с несколькими ротами 3-го пехотного гвардейского полка, что повело к потере 100 человек.
Массена, однако, по-прежнему был нацелен прежде всего на завоевание Фуэнтес-де-Оньоро. Он отправил вперед колонны пехоты из дивизии Ферея. Деревня, вся испещрённая невысокими каменными стенами, обеспечивала превосходное прикрытие для британской линейной пехоты и стрелков, в то время как французы были сильно стеснены на маленьких узких улочках. Поначалу французы добились определённых успехов, уничтожив две роты 79-го горного полка и убив командира полка подполковника Филипса Камерона. Но контратака выгнала людей Ферея из города.
Друэ начал вторую атаку на город. На этот раз её вели три батальона гренадеров из IX корпуса. Со своими старомодными шапками из медвежьей шерсти гренадеры были приняты за имперскую гвардию. Англичане вновь отступили. Друэ бросил в атаку примерно половину батальонов из дивизий Конру и Клапареда, захватив почти весь город.
В ответ Веллингтон контратаковал частями 1-й и 3-й дивизий, а также португальской 6-й дивизией касадоров; во главе атаки шёл 88-й пехотный полк Коннотских рейнджеров. Это остановило атаку Друэ, и ситуация начала меняться. Из-за недостатка боеприпасов французы вынуждены были прибегнуть к штыковой атаке в тщетной попытке отбросить британцев назад. Одна группа из 100 гренадеров была поймана в ловушку и уничтожена. Столкнувшись с смертоносными залпами, французы остановились и отступили к речке Дос Касас, бросив раненых. К закату боевой дух французов резко упал, и во многих подразделениях осталось всего 40 % солдат.
Французская артиллерия попыталась обстрелять британские позиции, но Веллингтон открыл ответный огонь. Наконец артиллерийские боеприпасы французов подошли к концу, а с ними и обстрел. В течение вечера люди Веллингтона укреплялись. Простояв следующие три дня перед позициями британцев, Массена отказался от дальнейшего боя и отступил в Сьюдад-Родриго. Он был в ярости, потому что Бессьер отказался доставлять боеприпасы из цитадели.

## Последствия
Веллингтон отразил атаку французской армии Португалии, причинив ей большой урон, и смог продолжить свою осаду Алмейды. Количество потерь варьируется в зависимости от различных источников: от 2200 до 3500 французов по сравнению с 1500 у союзников, в то время как другой историк заявил, что потери составили 2800 французов и 1800 британцев и португальцев. Однако Веллингтон признал, насколько опасной была ситуация, сказав позже: «Если бы Бони был там, нас бы разбили». Действительно, российский историк Олег Соколов отметил, что Веллингтон совершил серьёзную стратегическую ошибку, следуя за французами в северную Португалию, и что это решение могло иметь тяжёлые последствия для армии союзников. Сам Веллингтон не считал, что победил в этой битве; он также отмечал, что слишком сильно распылил свои войска, подвергнув опасности 7-ю и лёгкую дивизии.
Через две ночи после ухода Массены французский гарнизон Алмейды в 1400 человек под командованием Антуана Брёнье в течение ночи пробрался через британо-португальское окружение. Около 360 французов были захвачены, но остальные бежали, когда их преследователи столкнулись с французской засадой. В этом фиаско обвиняли Эрскина и других. Веллингтон писал: «Я никогда не был так огорчен каким-либо военным событием, как бегством хотя бы одного человека из них».
Достигнув Сьюдад-Родриго, Массена был отозван в Париж разъярённым Наполеоном для объяснения своих действий (хотя Наполеон приказал ему вернуться ещё до битвы). Его заменил маршал Огюст Мармон. Массена отправился во Францию с огромной суммой золота, добытой в Португалии и Испании. Побежденный французский маршал жаловался, что Веллингтон «не оставил ему ни одного чёрного волоска на теле — я весь поседел».
Это сражение также включало в себя известный пример огня по своим, когда французское пехотное подразделение приняло своих союзников, Ганноверский легион, за английский батальон и открыло по ним огонь. Несчастные ганноверцы поспешно отступили за деревню, оставив более 100 погибших. Путаница возникла из-за того, что Королевский ганноверский легион носил красные шинели, и в дыму и зное битвы мелкие детали формы, по которым их можно было бы отличить от британской пехоты, были незаметны.
Кровавый пат был совершенно не тем, что ожидали после изгнания Массены из Португалии. Весной 1811 года линии Торрес-Ведрас сильно повлиял на его уверенность и моральный авторитет, и Веллингтон намеревался перейти в наступление, на что он фактически получил разрешение от своих политических хозяев в Лондоне, где разговоры о значительном сокращении размера армии, занятой в Португалии, сменились обещаниями крупных подкреплений. Трудности снабжения, болезни среди войск и отсутствие осадной артиллерии препятствовали проведению широкомасштабных операций, но оставалась надежда, что можно было отвоевать Алмейду, Сьюдад-Родриго и Бадахос, что открывало путь для молниеносных ударов по таким целям, как Саламанка или Севилья. В случае описываемых событий, однако, успех был крайне ограниченным, и оставшаяся часть 1811 года по существу была историей неудач и разочарований.

## В художественной литературе
- Корнуэлл, Бернард, Sharpe’s Battle, HarperCollins, 1995, ISBN 0-00-224307-5. Книга включает в себя большинство событий битвы и содержит описание отхода правого крыла британцев под командованием Роберта Кроуфорда. Роман имеет несколько вымышленных персонажей, но также включает в себя реальные исторические личности, такие как Веллингтон и Массена.